# Puchar Polski w piłce siatkowej mężczyzn (2004/2005)
Puchar Polski w piłce siatkowej mężczyzn 2004/2005 - 48. sezon rozgrywek o siatkarski Puchar Polski odbywający się od 1932 roku. 

## System rozgrywek
Rozgrywki składały się z rundy wstępnej, w której wystąpiły zespoły z II i III lig. Zwycięzcy grali w 1. rundzie z zespołami z I ligi, w następnej rundzie dołączyły drużyny z PLS. Gospodarzem jest drużyna, która zajęła niższą pozycję w klasyfikacji końcowej lub z niższej ligi.
Zwycięzcy awansowali do fazy grupowej, w której były 4 grupy po 3 zespoły. Najlepsze drużyny z każdej grupy walczyły w turnieju finałowym. 
ćwierćfinałów i turnieju finałowego.

## Drużyny uczestniczące
| PLS 10 drużyn                    | PLS 10 drużyn | PLS 10 drużyn |
| -------------------------------- | ------------- | ------------- |
| Jastrzębie Borynia               | faza grupowa  |               |
| PZU AZS Olsztyn                  | finał         |               |
| Pamapol AZS Częstochowa          | faza grupowa  |               |
| Skra Bełchatów                   | zwycięzca     |               |
| Polska Energia Sosnowiec         | półfinał      |               |
| Mostostal-Azoty Kędzierzyn-Koźle | półfinał      |               |
| AZS Stal Nysa                    | faza grupowa  |               |
| AZS Politechnika Warszawska      | faza grupowa  |               |
| Resovia                          | faza grupowa  |               |
| Górnik Radlin                    | faza grupowa  |               |

| I liga 14 drużyn                | I liga 14 drużyn | I liga 14 drużyn |
| ------------------------------- | ---------------- | ---------------- |
| BBTS Bielsko-Biała              | 2. runda         |                  |
| Moderator Hajnówka              | 2. runda         |                  |
| KS Jadar Radom                  | 2. runda         |                  |
| KPS Wołomin                     | 1. runda         |                  |
| Gwardia Wrocław                 | 2. runda         |                  |
| Orzeł Międzyrzecz               | 2. runda         |                  |
| Chemik Bydgoszcz                | 1. runda         |                  |
| Skra II Bełchatów               | 1. runda         |                  |
| AZS Politechnika Śląska Gliwice | 1. runda         |                  |
| Śnieżka Joker Piła              | 2. runda         |                  |
| Avia Świdnik                    | 2. runda         |                  |
| GTPS Gorzów Wielkopolski        | faza grupowa     |                  |
| SPS Zduńska Wola                | 2. runda         |                  |
| AZS Opole                       | 2. runda         |                  |

| niższe ligi 22 drużyn   | niższe ligi 22 drużyn |
| ----------------------- | --------------------- |
| Stal Kraśnik            | r. wstępna            |
| Wilga Garwolin          | 1. runda              |
| UKS Ostrów Wlkp.        | 1. runda              |
| AZS Politechnika Poznań | r. wstępna            |
| Spartacus Pyrzyce       | 1. runda              |
| Cukrownik Lublin        | 2. runda              |
| Net Ostrołęka           | r. wstępna            |
| Gwardia Zielona Góra    | 1. runda              |
| UKS Budowlanka Poznań   | 1. runda              |
| Legia Warszawa          | 2. runda              |
| MOS Będzin              | r. wstępna            |
| Energetyk Jaworzno      | 2. runda              |
| MKS Mazovia Rawa Maz.   | r. wstępna            |
| Czarni Rząśnia          | 2. runda              |
| Błękitni Ropczyce       | r. wstępna            |
| MKS Andrychów           | 1. runda              |
| Krośnianka Krosno       | r. wstępna            |
| Okocimski Brzesko       | 1. runda              |
| Gedania Gdańsk          | r. wstępna            |
| Morze Bałtyk Szczecin   | 1. runda              |
| Remex Wasilków          | r. wstępna            |
| AZS II UWM Olsztyn      | 1. runda              |

## Rozgrywki

### Runda wstępna
| Data       | Drużyna 1             | Wynik | Drużyna 2               | Sety                              |
| ---------- | --------------------- | ----- | ----------------------- | --------------------------------- |
| 08.09.2004 | Stal Kraśnik          | 1:3   | Wilga Garwolin          | 13:25, 20:25, 25:21, 19:25        |
| 08.09.2004 | UKS Ostrów Wlkp.      | 3:0   | AZS Politechnika Poznań | walkower                          |
| 08.09.2004 | Spartacus Pyrzyce     |       | wolny los               |                                   |
| 08.09.2004 | Cukrownik Lublin      | 3:1   | Net Ostrołęka           | 23:25, 25:17, 25:13, 25:18        |
| 08.09.2004 | Gwardia Zielona Góra  |       | wolny los               |                                   |
| 08.09.2004 | UKS Budowlanka Poznań |       | wolny los               |                                   |
| 08.09.2004 | CWKS Legia Warszawa   |       | wolny los               |                                   |
| 08.09.2004 | MOS Będzin            | 0:3   | Energetyk Jaworzno      |                                   |
| 08.09.2004 | MKS Mazovia Rawa Maz. | 0:3   | Czarni Rząśnia          | 15:25, 17:25, 18:25               |
| 08.09.2004 | Błękitni Ropczyce     | 2:3   | MKS Andrychów           | 25:23, 16:25, 25:21, 20:25, 11:15 |
| 08.09.2004 | Krośnianka Krosno     | 0:3   | Okocimski Brzesko       | walkower                          |
| 08.09.2004 | Gedania Gdańsk        | 0:3   | Morze Bałtyk Szczecin   | 18:25, 9:25, 21:25                |
| 08.09.2004 | Remex Wasilków        | 1:3   | AZS II UWM Olsztyn      | 25:23, 10:25, 18:25, 24:26        |

### 1. runda
| Data       | Drużyna 1             | Wynik | Drużyna 2                | Sety                              |
| ---------- | --------------------- | ----- | ------------------------ | --------------------------------- |
| 15.09.2004 | Wilga Garwolin        | 1:3   | BBTS Bielsko-Biała       | 17:25, 25:21, 21:25, 16:25        |
| 15.09.2004 | UKS Ostrów Wlkp.      | 0:3   | Moderator Hajnówka       | 15:25, 12:25, 17:25               |
| 15.09.2004 | Spartacus Pyrzyce     | 0:3   | KS Jadar Radom           | walkower                          |
| 15.09.2004 | Cukrownik Lublin      | 3:0   | KPS Wołomin              | 25:22, 25:20, 25:17               |
| 15.09.2004 | Gwardia Zielona Góra  | 0:3   | Gwardia Wrocław          |                                   |
| 15.09.2004 | UKS Budowlanka Poznań | 0:3   | Orzeł Międzyrzecz        | 15:25, 15:25, 21:25               |
| 15.09.2004 | CWKS Legia Warszawa   | 3:0   | Chemik Bydgoszcz         | 25:21, 31:29, 25:22               |
| 15.09.2004 | Energetyk Jaworzno    | 3:0   | Skra II Bełchatów        | 25:23, 25:23, 25:22               |
| 15.09.2004 | Czarni Rząśnia        | 3:1   | Politechnika Śl. Gliwice | 21:25, 25:20, 25:23, 27:25        |
| 15.09.2004 | MKS Andrychów         | 0:3   | Śnieżka Joker Piła       | 25:27, 20:25, 24:26               |
| 15.09.2004 | Okocimski Brzesko     | 2:3   | Avia Świdnik             | 25:21, 23:25, 17:25, 25:19, 10:15 |
| 15.09.2004 | Morze Bałtyk Szczecin | 1:3   | GTPS Gorzów Wlkp.        | 25:20, 19:25, 10:25, 19:25        |
| 15.09.2004 | AZS II UWM Olsztyn    | 0:3   | SPS Zduńska Wola         | 22:25, 19:25, 18:25               |
| 15.09.2004 | AZS Opole             |       | wolny los                |                                   |

### 2. runda
| Data       | Drużyna 1           | Wynik | Drużyna 2                  | Sety                              |
| ---------- | ------------------- | ----- | -------------------------- | --------------------------------- |
| 22.09.2004 | BBTS Bielsko-Biała  | 0:3   | Polska Energia Sosnowiec   | 26:28, 27:29, 15:25               |
| 22.09.2004 | Cukrownik Lublin    | 0:3   | AKS Resovia                | 16:25, 17:25, 20:25               |
| 22.09.2004 | Gwardia Wrocław     | 1:3   | AZS Olsztyn                | 25:22, 17:25, 16:25, 19:25        |
| 22.09.2004 | Orzeł Międzyrzecz   | 1:3   | AZS Częstochowa            | 27:25, 19:25, 19:25, 20:25        |
| 22.09.2004 | CWKS Legia Warszawa | 0:3   | Górnik Radlin              | 23:25, 23:25, 24:26               |
| 22.09.2004 | Energetyk Jaworzno  | 1:3   | KS Jastrzębski Węgiel      | 16:25, 16:25, 25:19, 18:25        |
| 22.09.2004 | Czarni Rząśnia      | 1:3   | Politechnika Warszawa      | 18:25, 15:25, 25:23, 16:25        |
| 22.09.2004 | Śnieżka Joker Piła  | 2:3   | Mostostal Kędzierzyn-Koźle | 29:27, 25:20, 20:25, 27:29, 11:15 |
| 22.09.2004 | Avia Świdnik        | 0:3   | Skra Bełchatów             | 16:25, 14:25, 20:25               |
| 22.09.2004 | AZS Opole           | 0:3   | NKS Nysa                   | 21:25, 17:25, 23:25               |
| 22.09.2004 | Moderator Hajnówka  | 1:3   | KS Jadar Radom             | 23:25, 25:22, 15:25, 23:25        |
| 22.09.2004 | GTPS Gorzów Wlkp.   | 3:1   | SPS Zduńska Wola           | 25:20, 24:26, 25:21, 25:18        |

### Faza grupowa

#### I grupa
Wyniki
| Data       | Drużyna 1                | Wynik | Drużyna 2                | Sety                              |
| ---------- | ------------------------ | ----- | ------------------------ | --------------------------------- |
| 01.10.2004 | Polska Energia Sosnowiec | 3:1   | KS Jadar Radom           | 24:26, 25:21, 25:17, 25:19        |
| 02.10.2004 | Polska Energia Sosnowiec | 3:0   | AKS Resovia              | 25:21, 25:19, 25:18               |
|            |                          |       |                          |                                   |
| 05.10.2004 | KS Jadar Radom           | 0:3   | Polska Energia Sosnowiec | 17:25, 18:25, 20:25               |
| 06.10.2004 | KS Jadar Radom           | 0:3   | AKS Resovia              | 23:25, 16:25, 14:25               |
|            |                          |       |                          |                                   |
| 09.10.2004 | AKS Resovia              | 3:2   | KS Jadar Radom           | 25:23, 21:25, 19:25, 25:11, 15:13 |
| 13.10.2004 | AKS Resovia              | 3:1   | Polska Energia Sosnowiec | 22:25, 25:21, 25:18, 25:19        |

Tabela
| Lp. | Drużyna                  | Pkt | Mecze | Mecze | Mecze | Sety | Sety | Sety  |
| Lp. | Drużyna                  | Pkt | M     | W     | P     | wyg. | prz. | ratio |
| --- | ------------------------ | --- | ----- | ----- | ----- | ---- | ---- | ----- |
| 1   | Polska Energia Sosnowiec | 7   | 4     | 3     | 1     | 10   | 4    | 2.500 |
| 2   | AKS Resovia              | 7   | 4     | 3     | 1     | 9    | 6    | 1.500 |
| 3   | KS Jadar Radom           | 4   | 4     | 0     | 4     | 3    | 12   | 0.250 |

#### II grupa
Wyniki
| Data       | Drużyna 1       | Wynik | Drużyna 2       | Sety                       |
| ---------- | --------------- | ----- | --------------- | -------------------------- |
| 01.10.2004 | PZU AZS Olsztyn | 3:1   | AZS Częstochowa | 25:15, 23:25, 28:26, 25:23 |
| 02.10.2004 | PZU AZS Olsztyn | 3:0   | Górnik Radlin   | 25:12, 25:13, 25:17        |
|            |                 |       |                 |                            |
| 05.10.2004 | AZS Częstochowa | 3:0   | Górnik Radlin   | 25:15, 25:14, 25:13        |
| 06.10.2004 | AZS Częstochowa | 0:3   | PZU AZS Olsztyn | 18:25, 18:25, 23:25        |
|            |                 |       |                 |                            |
| 08.10.2004 | Górnik Radlin   | 0:3   | PZU AZS Olsztyn | 15:25, 21:25, 24:26        |
| 09.10.2004 | Górnik Radlin   | 1:3   | AZS Częstochowa | 25:22, 10:25, 19:25, 21:25 |

Tabela
| Lp. | Drużyna         | Pkt | Mecze | Mecze | Mecze | Sety | Sety | Sety   |
| Lp. | Drużyna         | Pkt | M     | W     | P     | wyg. | prz. | ratio  |
| --- | --------------- | --- | ----- | ----- | ----- | ---- | ---- | ------ |
| 1   | PZU AZS Olsztyn | 8   | 4     | 4     | 0     | 12   | 1    | 12.000 |
| 2   | AZS Częstochowa | 6   | 4     | 2     | 2     | 7    | 7    | 1.000  |
| 3   | Górnik Radlin   | 4   | 4     | 0     | 4     | 1    | 2    | 0.500  |

#### III grupa
Wyniki
| Data       | Drużyna 1                  | Wynik | Drużyna 2                  | Sety                              |
| ---------- | -------------------------- | ----- | -------------------------- | --------------------------------- |
| 01.10.2004 | KS Jastrzębski Węgiel      | 3:1   | AZS Politechnika Warszawa  | 25:13, 25:15, 23:25, 25:19        |
| 02.10.2004 | KS Jastrzębski Węgiel      | 0:3   | Mostostal Kędzierzyn-Koźle | 16:25, 19:25. 20:25               |
|            |                            |       |                            |                                   |
| 05.10.2004 | AZS Politechnika Warszawa  | 1:3   | KS Jastrzębski Węgiel      | 17:25, 26:28, 25:19, 20:25        |
| 06.10.2004 | AZS Politechnika Warszawa  | 3:2   | Mostostal Kędzierzyn-Koźle | 22:25, 27:29, 33:31, 25:21, 15:11 |
|            |                            |       |                            |                                   |
| 08.10.2004 | Mostostal Kędzierzyn-Koźle | 3:2   | KS Jastrzębski Węgiel      | 20:25, 25:16, 20:25, 25:18, 15:12 |
| 09.10.2004 | Mostostal Kędzierzyn-Koźle | 3:2   | AZS Politechnika Warszawa  | 25:20, 14:25, 25:21, 17:25, 15:6  |

Tabela
| Lp. | Drużyna                    | Pkt | Mecze | Mecze | Mecze | Sety | Sety | Sety  |
| Lp. | Drużyna                    | Pkt | M     | W     | P     | wyg. | prz. | ratio |
| --- | -------------------------- | --- | ----- | ----- | ----- | ---- | ---- | ----- |
| 1   | Mostostal Kędzierzyn-Koźle | 7   | 4     | 3     | 1     | 11   | 7    | 1.571 |
| 2   | KS Jastrzębski Węgiel      | 6   | 4     | 2     | 2     | 8    | 8    | 1.000 |
| 3   | AZS Politechnika Warszawa  | 5   | 4     | 1     | 3     | 7    | 11   | 0.636 |

#### IV grupa
Wyniki
| Data       | Drużyna 1         | Wynik | Drużyna 2         | Sety                              |
| ---------- | ----------------- | ----- | ----------------- | --------------------------------- |
| 01.10.2004 | NKS Nysa          | 1:3   | Skra Bełchatów    | 24:26, 20:25, 25:16, 32:34        |
| 02.10.2004 | NKS Nysa          | 3:2   | GTPS Gorzów Wlkp. | 23:25, 25:20, 25:23, 21:25, 15:13 |
|            |                   |       |                   |                                   |
| 05.10.2004 | GTPS Gorzów Wlkp. | 3:1   | NKS Nysa          | 25:23, 25:21, 19:25, 25:21        |
| 07.10.2004 | Skra Bełchatów    | 3:0   | GTPS Gorzów Wlkp. | 25:17, 25:20, 25:21               |
|            |                   |       |                   |                                   |
| 08.10.2004 | Skra Bełchatów    | 3:0   | GTPS Gorzów Wlkp. | 25:17, 25:16, 25:20               |
| 09.10.2004 | Skra Bełchatów    | 3:0   | NKS Nysa          | 25:23, 25:17, 25:18               |

Tabela
| Lp. | Drużyna           | Pkt | Mecze | Mecze | Mecze | Sety | Sety | Sety   |
| Lp. | Drużyna           | Pkt | M     | W     | P     | wyg. | prz. | ratio  |
| --- | ----------------- | --- | ----- | ----- | ----- | ---- | ---- | ------ |
| 1   | Skra Bełchatów    | 8   | 4     | 4     | 0     | 12   | 1    | 12.000 |
| 2   | GTPS Gorzów Wlkp. | 5   | 4     | 1     | 3     | 5    | 10   | 0.500  |
| 3   | NKS Nysa          | 5   | 4     | 1     | 3     | 5    | 11   | 0.455  |

### Turniej finałowy

#### Półfinał
| Data       | Drużyna 1                  | Wynik | Drużyna 2       | Sety                |
| ---------- | -------------------------- | ----- | --------------- | ------------------- |
| 18.12.2004 | Polska Energia Sosnowiec   | 0:3   | PZU AZS Olsztyn | 17:25, 19:25, 16:25 |
| 18.12.2004 | Mostostal Kędzierzyn-Koźle | 0:3   | Skra Bełchatów  | 20:25, 18:25, 17:25 |

#### Finał
| Data       | Drużyna 1       | Wynik | Drużyna 2      | Sety                       |
| ---------- | --------------- | ----- | -------------- | -------------------------- |
| 19.12.2004 | PZU AZS Olsztyn | 1:3   | Skra Bełchatów | 25:17, 23:25, 23:25, 16:25 |